# Вршево
Вршево је насеље у општини Петњица у Црној Гори. Према попису из 2003. било је 267 становника (према попису из 1991. било је 438 становника).

## Демографија
У насељу Вршево живи 187 пунолетних становника, а просечна старост становништва износи 33,9 година (31,3 код мушкараца и 37,3 код жена). У насељу има 65 домаћинстава, а просечан број чланова по домаћинству је 4,11.
Ово насеље је углавном насељено Бошњацима (према попису из 2003. године), а у последња два пописа, примећен је пад у броју становника.
|  |

| Демографија | Демографија | Демографија |
| Година      | Становника  | Становника  |
| ----------- | ----------- | ----------- |
|             |             |             |
|             |             |             |
|             |             |             |
|             |             |             |
| 1948.       | 417         |             |
| 1953.       | 455         |             |
| 1961.       | 426         |             |
| 1971.       | 463         |             |
| 1981.       | 554         |             |
| 1991.       | 438         | 411         |
| 2003.       | 475         | 267         |
|             |             |             |

| Етнички састав према попису из 2003.‍ | Етнички састав према попису из 2003.‍ | Етнички састав према попису из 2003.‍ | Етнички састав према попису из 2003.‍ | Етнички састав према попису из 2003.‍ |
| ------------------------------------ | ------------------------------------ | ------------------------------------ | ------------------------------------ | ------------------------------------ |
|                                      |                                      |                                      |                                      |                                      |
| Бошњаци                              | Бошњаци                              |                                      | 189                                  | 70,78%                               |
| Муслимани                            | Муслимани                            |                                      | 69                                   | 25,84%                               |
| Црногорци                            | Црногорци                            |                                      | 4                                    | 1,49%                                |
| непознато                            | непознато                            |                                      | 2                                    | 0,74%                                |

| Година пописа     | 1948. | 1953. | 1961. | 1971. | 1981. | 1991. | 2003. |
| ----------------- | ----- | ----- | ----- | ----- | ----- | ----- | ----- |
| Број домаћинстава | 68    | 70    | 66    | 70    | 82    | 77    | 102   |

| Број чланова      | 1  | 2 | 3  | 4 | 5  | 6  | 7 | 8 | 9 | 10 и више | Просек |
| ----------------- | -- | - | -- | - | -- | -- | - | - | - | --------- | ------ |
| Број домаћинстава | 65 | 4 | 15 | 9 | 11 | 12 | 4 | 6 | 2 | 0         | 2      |

| Пол    | Укупно | Неожењен/Неудата | Ожењен/Удата | Удовац/Удовица | Разведен/Разведена | Непознато |
| ------ | ------ | ---------------- | ------------ | -------------- | ------------------ | --------- |
| Мушки  | 115    | 50               | 57           | 5              | 0                  | 3         |
| Женски | 98     | 26               | 58           | 11             | 1                  | 2         |
| УКУПНО | 213    | 76               | 115          | 16             | 1                  | 5         |

| Пол    | Укупно                    | Пољопривреда, лов и шумарство | Рибарство                            | Вађење руде и камена | Прерађивачка индустрија       |
| ------ | ------------------------- | ----------------------------- | ------------------------------------ | -------------------- | ----------------------------- |
| Мушки  | 22                        | 4                             | 0                                    | 0                    | 1                             |
| Женски | 3                         | 2                             | 0                                    | 0                    | 0                             |
| УКУПНО | 25                        | 6                             | 0                                    | 0                    | 1                             |
| Пол    | Производња и снабдевање   | Грађевинарство                | Трговина                             | Хотели и ресторани   | Саобраћај, складиштење и везе |
| Мушки  | 0                         | 3                             | 0                                    | 0                    | 1                             |
| Женски | 0                         | 0                             | 1                                    | 0                    | 0                             |
| УКУПНО | 0                         | 3                             | 1                                    | 0                    | 1                             |
| Пол    | Финансијско посредовање   | Некретнине                    | Државна управа и одбрана             | Образовање           | Здравствени и социјални рад   |
| Мушки  | 0                         | 0                             | 0                                    | 3                    | 0                             |
| Женски | 0                         | 0                             | 0                                    | 0                    | 0                             |
| УКУПНО | 0                         | 0                             | 0                                    | 3                    | 0                             |
| Пол    | Остале услужне активности | Приватна домаћинства          | Екстериторијалне организације и тела | Непознато            | Непознато                     |
| Мушки  | 0                         | 0                             | 0                                    | 10                   | 10                            |
| Женски | 0                         | 0                             | 0                                    | 0                    | 0                             |
| УКУПНО | 0                         | 0                             | 0                                    | 10                   | 10                            |